# Svartasjön (Hällaryds socken, Blekinge, 623254-144748)
Svartasjön är en sjö i Karlshamns kommun i Blekinge och ingår i Bräkneån-Mieåns kustområde. Sjön är 3,8 meter djup, har en yta på 0,0767 kvadratkilometer och befinner sig 23,6 meter över havet. Sjön avvattnas av vattendraget Klockarebäcken (Tattån).

## Delavrinningsområde
Svartasjön ingår i det delavrinningsområde (623161-144665) som SMHI kallar för Mynnar i Siggarpsån. Medelhöjden är 37 meter över havet och ytan är 10,06 kvadratkilometer. Räknas de 9 avrinningsområdena uppströms in blir den ackumulerade arean 118,09 kvadratkilometer. Klockarebäcken (Tattån) som avvattnar avrinningsområdet har biflödesordning 2, vilket innebär att vattnet flödar genom totalt 2 vattendrag innan det når havet efter 3,5 kilometer. Avrinningsområdet består mestadels av skog (63 %), öppen mark (10 %) och jordbruk (15 %). Avrinningsområdet har 0,08 kvadratkilometer vattenytor vilket ger det en sjöprocent på 0,7 %. Bebyggelsen i området täcker en yta av 0,86 kvadratkilometer eller 9 % av avrinningsområdet.